# Malešovice
Malešovice (německy Malspitz) jsou obec v okrese Brno-venkov v Jihomoravském kraji. Rozkládají se v Dyjsko-svrateckém úvalu na okraji přírodního parku Niva Jihlavy. Žije zde 829 obyvatel.

## Název
Na vesnici bylo přeneseno původní pojmenování jejích obyvatel Malešovici, které bylo odvozeno od osobního jména Maleš a znamenalo "Malešovi lidé". Německé jméno vzniklo z českého.

## Historie
První písemná zmínka o obci se nachází ve falzu z 12. století a hlásí se k roku 1104 (Malissici).

## Obyvatelstvo
| Rok            | 1869 | 1880 | 1890 | 1900 | 1910 | 1921 | 1930 | 1950 | 1961 | 1970 | 1980 | 1991 | 2001 | 2011 | 2021 |
| -------------- | ---- | ---- | ---- | ---- | ---- | ---- | ---- | ---- | ---- | ---- | ---- | ---- | ---- | ---- | ---- |
| Počet obyvatel | 473  | 477  | 584  | 565  | 575  | 601  | 515  | 466  | 430  | 431  | 409  | 366  | 365  | 502  | 725  |
| Počet domů     | 88   | 94   | 103  | 107  | 114  | 117  | 124  | 125  | 106  | 104  | 103  | 114  | 117  | 162  | 244  |

Vývoj počtu obyvatel

## Obecní správa a politika
V letech 2006–2010 působil jako starosta Zdeněk Ševčík, od roku 2010 tuto funkci vykonává Zdeněk Pavlík, který byl do této funkce znovuzvolen v letech 2014 a 2018.

### Obecní symboly
Znak a vlajka byly obci uděleny rozhodnutím předsedy Poslanecké sněmovny Parlamentu České republiky dne 8. června 2004.

## Pamětihodnosti
- Kostel svatého Štěpána
- Socha svatého Jana Nepomuckého
- Zděná boží muka
- Socha svatého Floriána
- 2 svaté kříže
- Pomník padlým v první světové válce
- Pomník padlým v letech 1939–1945

## Galerie

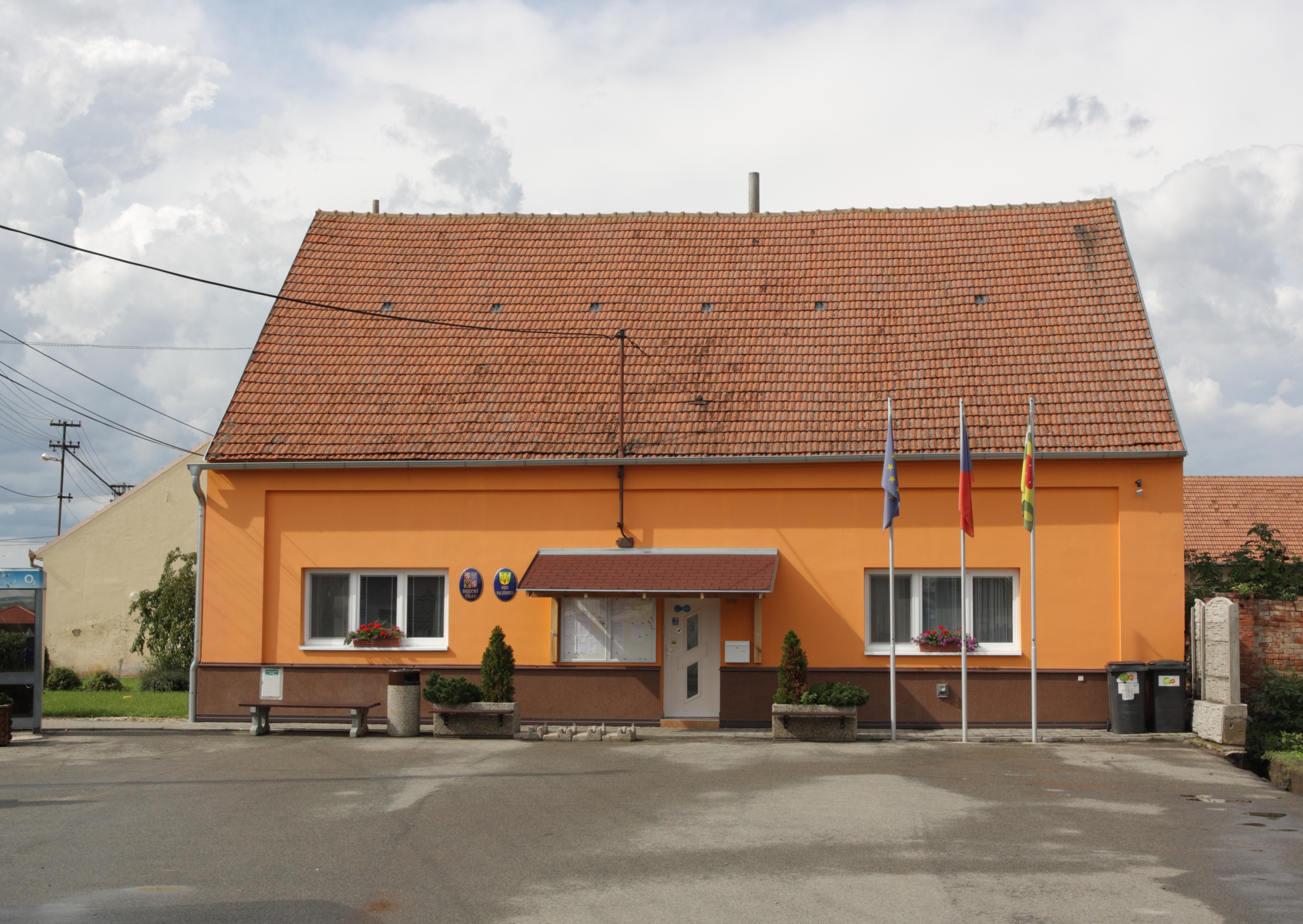
Obecní úřad
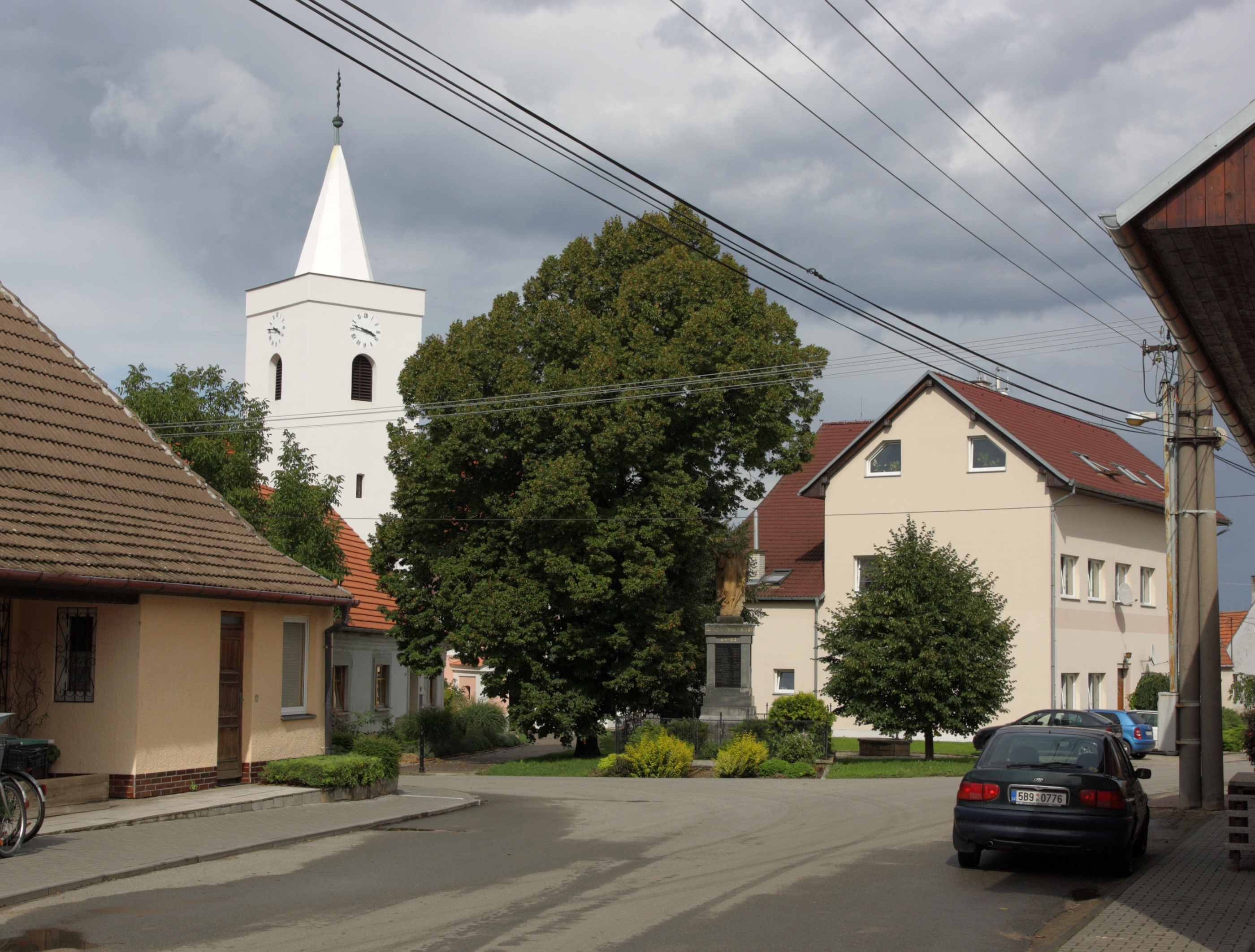
Ulice ke kostelu
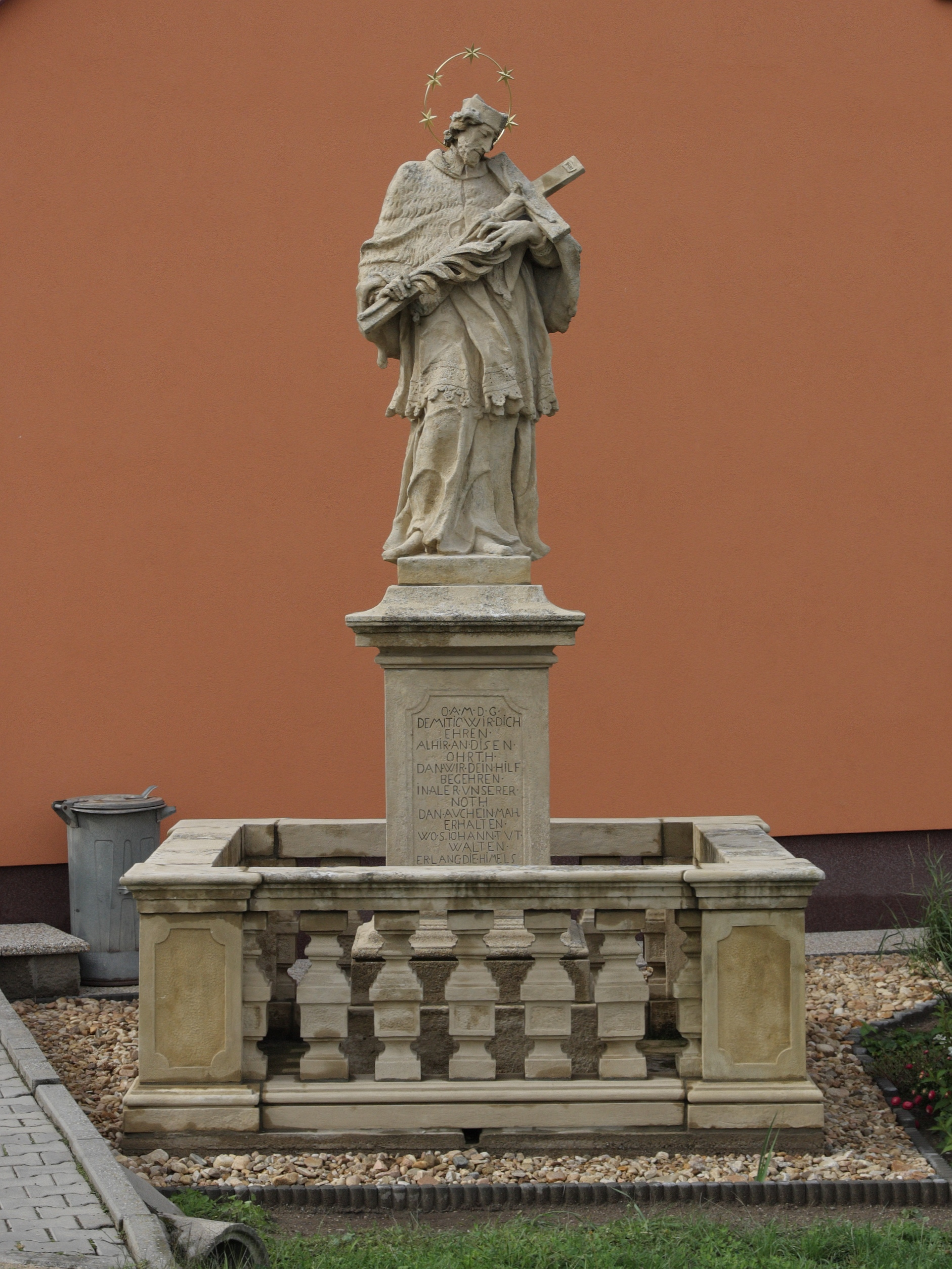
Socha svatého Jana Nepomuckého